# Karl Wilfert starší
Karl Wilfert starší (8. dubna 1847 Krásno nad Bečvou – 15. července 1916 Cheb nebo Karlsbad) byl německo-český kameník a sochař působící především v Chebu a na Chebsku.

## Žít a jednat
Narodil se v sudetoněmecké rodině v Krásně nad Bečvou v severozápadních Čechách. Nejprve se živil jako tkadlec v Krásně, až v roce 1873 pak začal pracovat jako kameník. Následně studoval na řemeslné škole ve Stuttgartu a od roku 1877 pracoval jako sochař a restaurátor ve městě Cheb (německy Eger).
V širší známost vešel díky realizaci pomníku císaře Josefa II. v řadě míst severozápadních Čech (Úšovice (1874), Luby, Nejdek Bochov či Cheb). Poté se podílel na obnově chebského děkanského kostela sv. Mikuláše a sv. Alžběty (gotická okna a kůr, kamenná výzdoba portálů, sochy sv. Mikuláše a sv. Alžběty pro západní portál). Mezi jeho nejznámější díla v Chebu patří vedle sochy císaře Josefa II. (1887) také Schillerův pomník (1892). Aby mohl dokončit své objednávky na mramorové monumenty, cestoval do Itálie, aby si materiál vyzvedl přímo v Carraře, při té příležitostí navštívil také Florencii a Řím. Dlouhá léta byl městským radním a členem dozorčí rady chebske pobočky Bohemian Escompte Bank. V posledních letech svého života se věnoval také malbě. Spolu se svým stejnojmenným synem, Karlem Wilfertem mladším, který na jeho práci navázal, zanechali na Chebsku řadu cenných sochařských památek.
Zemřel 15. července 1916 v Chebu nebo v Karlových Varech. Pohřben byl v rodinné hrobce na Městském hřbitově v Chebu.

## Dílo (výběr)
- Restaurování Trojičného sloupu na Zámeckém náměstí v Teplicích[4]
- Alegorické sochy 12 měsíců roku na attice Zítkovy Mlýnské kolonády v Karlových Varech, (spolu se sochařem Alfredem Schreiberem), pískovec 1881[5]
- Socha Ecce Homo v Chlumu Svaté Maří nedaleko Sokolova[6][7]
- Socha císaře Josefa II. v Chebu (1887), původně umístěná na chebském náměstí, později přesunuta do lázeňského parku ve Františkových Lázních[8][9]
- Pomník císaře Josefa II. v Bochově, odstraněn ve 20. letech 20. století
- Pamětní deska Johanna Wolfganga Goetha na budově bývalé spořitelny v Chebu (odstraněno po roce 1945)
- Schillerův pomník (1892) - busta Fridricha Schillera z laaského mramoru na syenitovém podstavci v někdejším Schillerově parku (později Komenského sady)[10]
- Mariánský sloup (morový sloup s barokním sousoším) ve Stříbře, Masarykovo náměstí, některé plastiky Wilfert v letech 1893/94 nahradil
- Dvě sochy patronů kostela (sv. Mikuláš a sv. Alžběta) na západním průčelí kostela sv. Mikuláše a sv. Alžběty v Chebu (1894)
- Boční oltář s reliéfem „Kristus na hoře Olivetské“ v kostele sv. Mikuláše a sv. Alžběty v Chebu
- Sochy světců nad novorománským portálem opatství Teplá (1895) podle návrhu architekta Josefa Schaffera (1862–1938)
- Památník lékaře, mineraloga a geologa Franze Ambrosia Reuße v Bílině (1897)
- Pomník (obelisk) obětem prusko–rakouské války a první světové války ze žuly v Sonnenbergu (Výsluní) (1897)
- Hrob Janknerů s alegorickými sochami na městském hřbitově v Chebu
- Busta Bernharda Adlera, lékaře a zakladatele lázeňství ve Františkových Lázních (1902)[11]

## Galerie

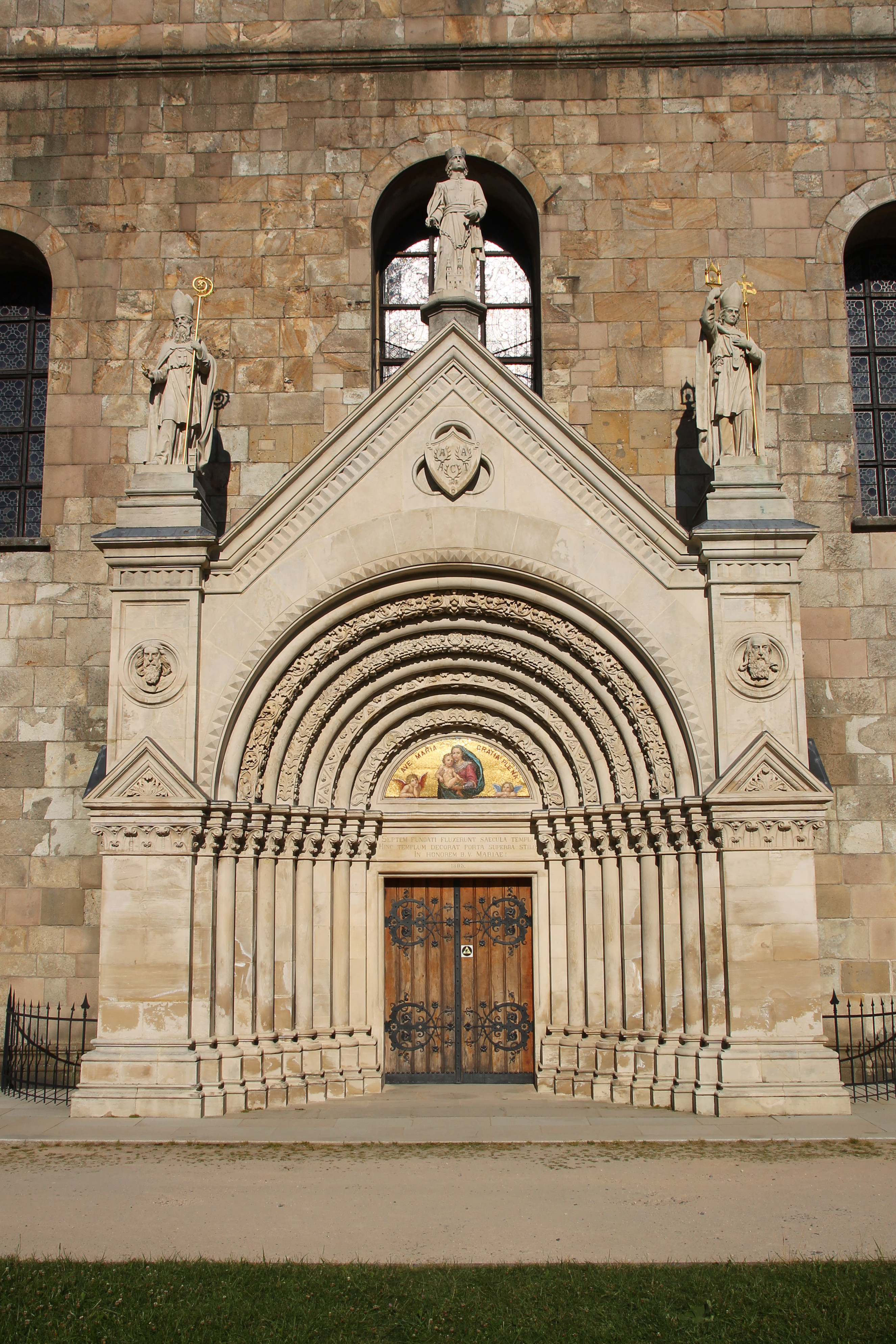
Sochy světců na novorománském portálu opatství Teplá
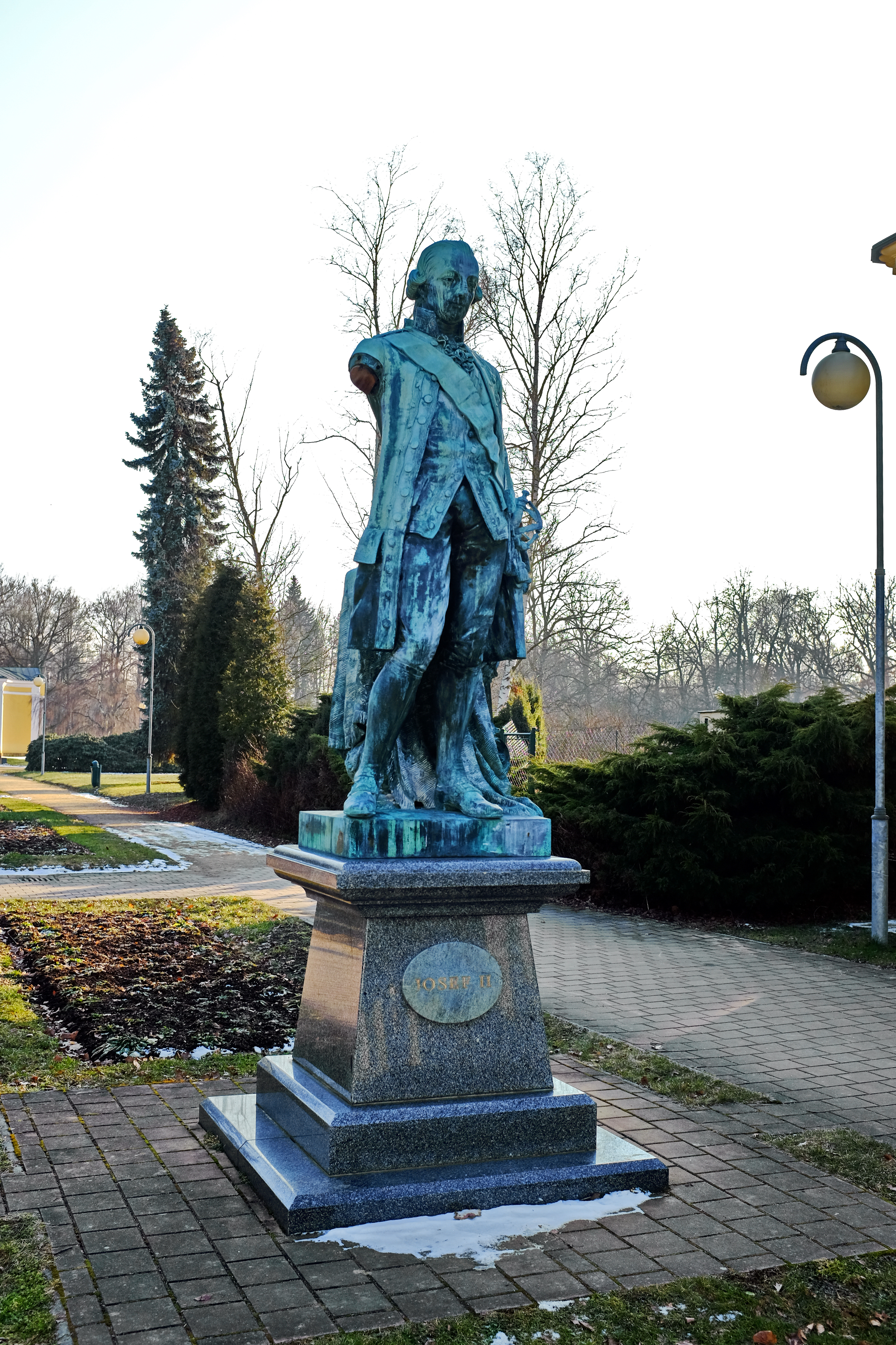
Pomník císaře Josefa II. ve Františkových Lázních
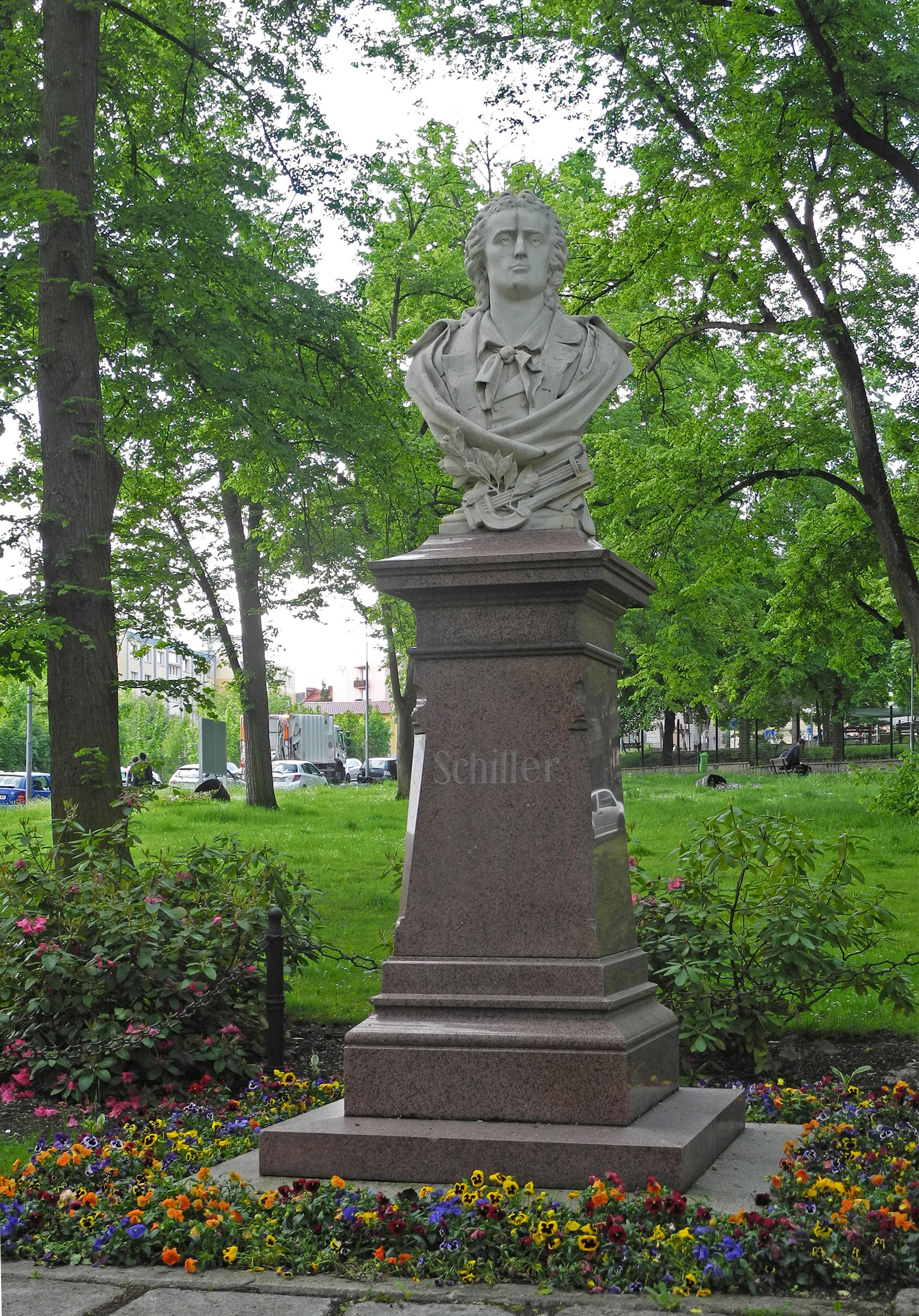
Schillerův pomník v Chebu
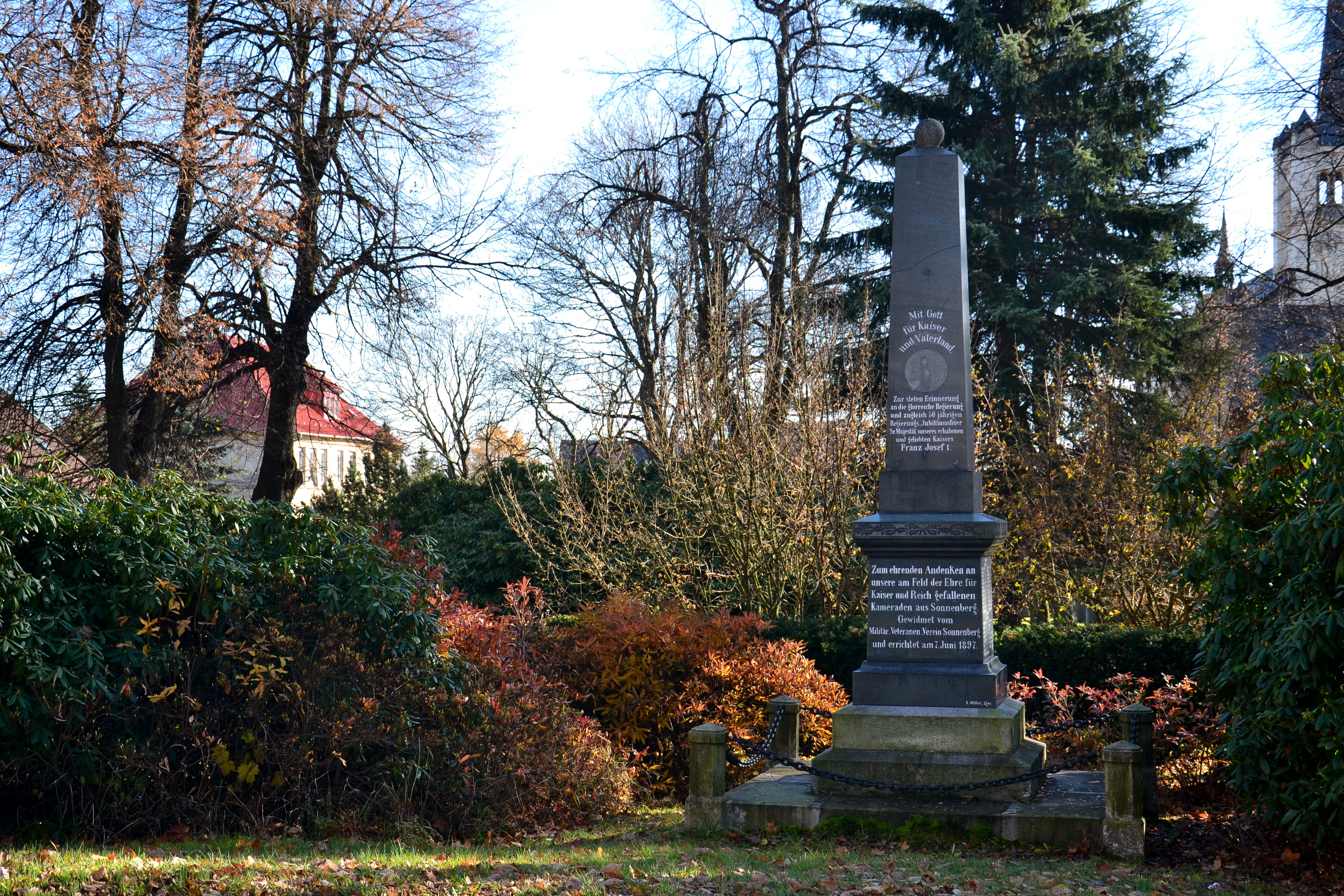
Válečný památník na Výsluní
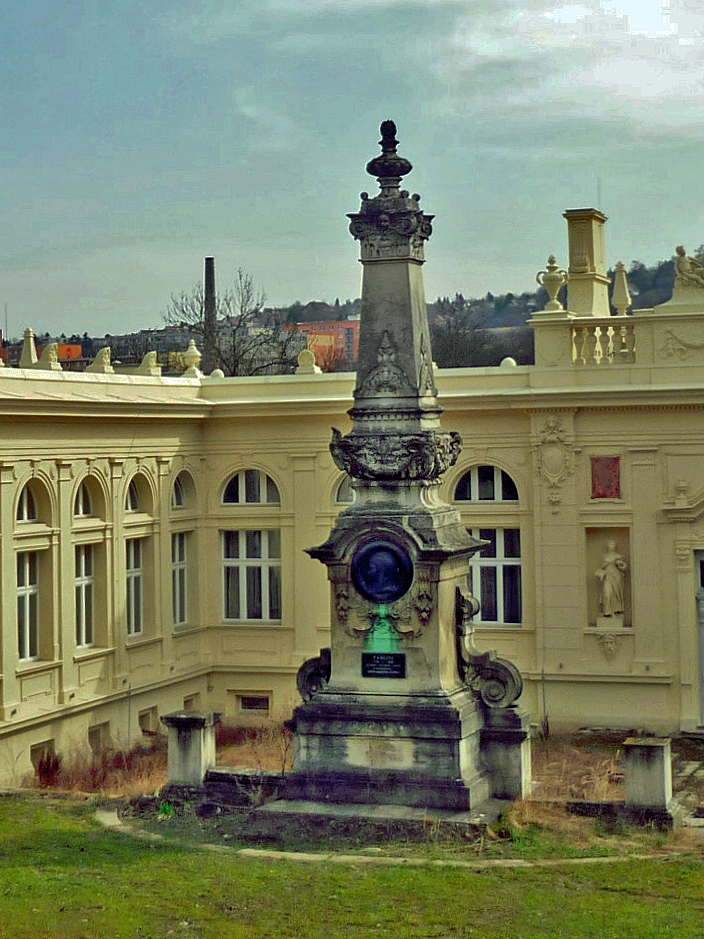
Reussův pomník v Bílině
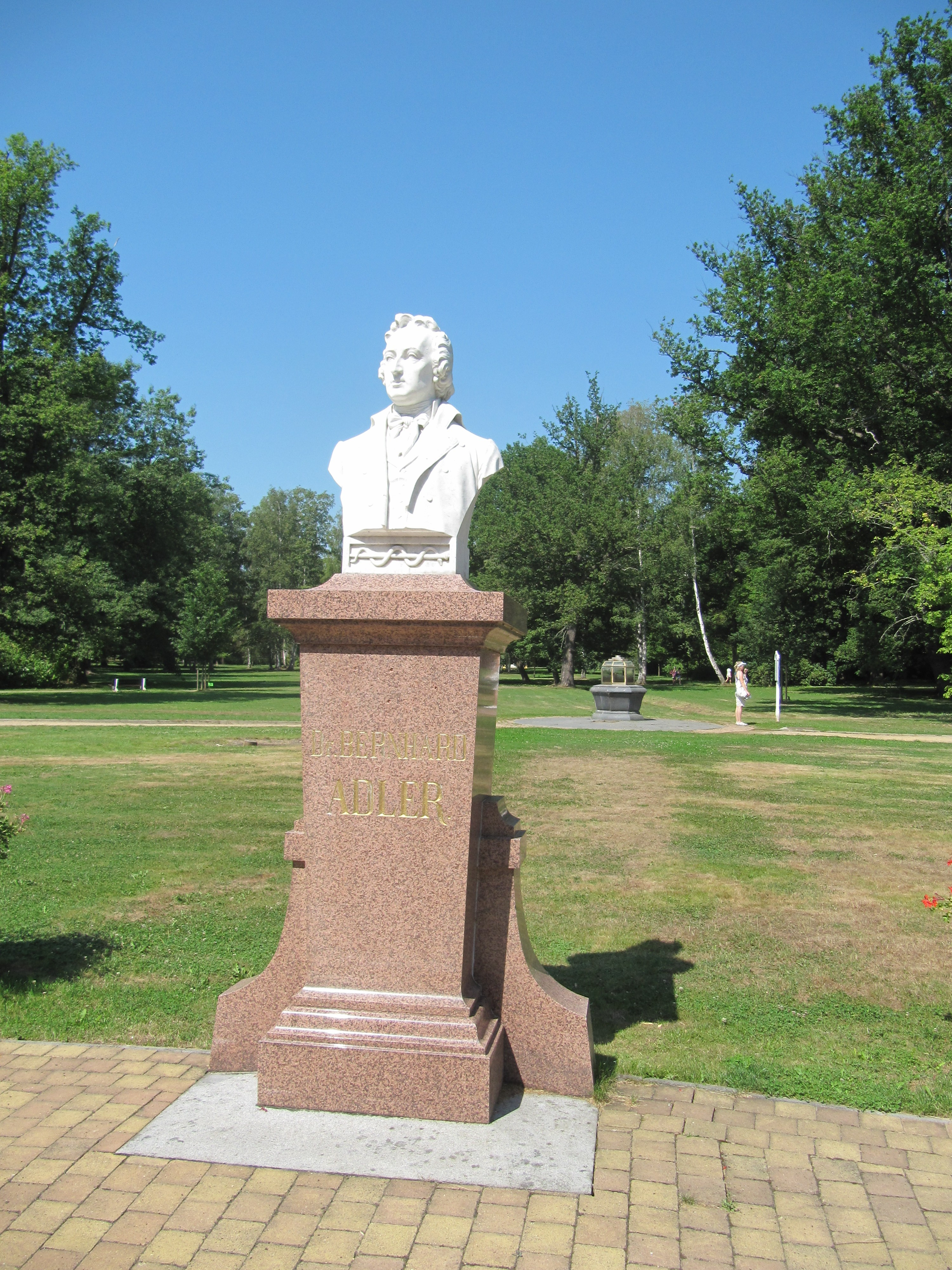
Busta Dr. Adlera ve Františkových Lázních
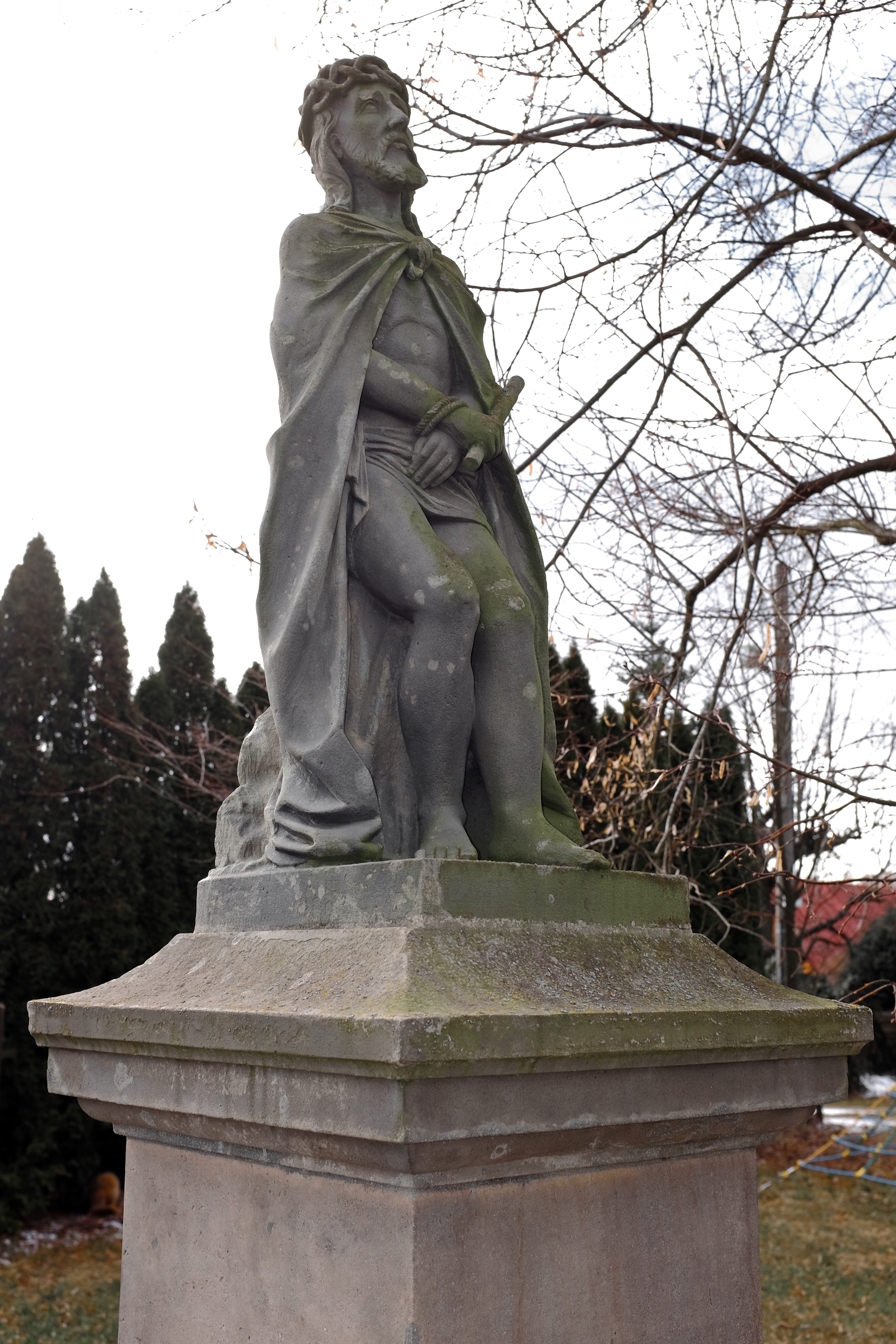
Socha Ecce homo v Chlumu Svaté Maří